# Степан Ерзя
Степан Ерзя (на руски: Степа́н Дми́триевич Э́рьзя) е съветски художник и скулптор от ерзянски произход. Истинската му фамилия е Нефьодов, а Ерзя е артистичен псевдоним, с който художникът подчертава своя етнос.
Роден е 27 октомври 1876 г. Първите си уроци по изобразително изкуство получава в художествените ателиета в Алатир и Казан, където изписва църкви в селата и градчетата из Поволжието. Между 1906 и 1914 г. живее в Италия и Франция, където създава творбите си „Тъга“ (1908), „Свещеникът на тъмницата“, „Последната нощ“ (1909), „Каменният век“ (1911), „Марта“ (1912). Получава световна известност с участията си в изложби във Венеция, Милано (1909), Париж (1912).
След Октомврийската революция през 1917 г. с ентусиазъм започва да изработва монументални скулптури като същевременно преподава – в Урал (1918 – 1921), Новоросийск (1921 – 1922), Батуми (1922), Баку (1923 – 1925). В този период започват и проблемите му с новата власт в Русия, където различни функционери се изказват негативно за произведенията му и му създават различни спънки. При пътуванията си от град на град по време на гражданската война на няколко пъти попада в престрелки и оцелява по чудо. Тъй като се работи по план с цел пропаганда на новата власт, много от творбите му се изпълняват от некачествени материали като цимент вместо мрамор, за да може да се спазят поставените срокове, поради което и са повредени безвъзвратно и погубени.
Трудните условия, в които работи, принуждават Ерзя да емигрира. През есента на 1926 г. той получава разрешение от властите да замине за Париж в командировка, за да представи там своя изложба и остава там половин година, участвайки паралелно и в IV Международна изложба в Салона на независимите художници. Двете прояви преминават успешно и му донасят значителни финансови средства. Той получава покана да представи своя изложба в Монтевидео и заминава за Латинска Америка, като през 1927 г. окончателно се установява в Аржентина, където твори 23 години – до 1950. Още с пристигането му вестниците в страната публикуват обширни статии за творчеството му и пишат за проблемите му с новата съветска власт, както и за популярността му в Европа. Обрисуват живота му като загадъчен, а него самия като чудак, което спомага да се роди истинска легенда. Първата му изложба с донесени от Европа творби преминава с огромен успех. Ерзя пътува много из Аржентина, рисува местните индианци и изработва скулптури от кебрачо.
През 1950 г. получава разрешение от съветските власти да се завърне в СССР и на следващата година пристига в родината си заедно с голяма колекция от свои творби – 180 скулптури от дърво, бронз, мрамор, гипс с общо тегло 175 тона. Правителството му предоставя ателие в Москва, където той прави постоянна изложба, която жъне голям успех.
Ерзя умира в Москва на 24 ноември 1959 г. и е погребан в Саранск.

## Галерия
- Ерзя със своята скулптура „Мойсей“ в Аржентина
- Творба на Ерзя в музей в Уругвай